# Oskar-Maria-Graf-Stammtisch

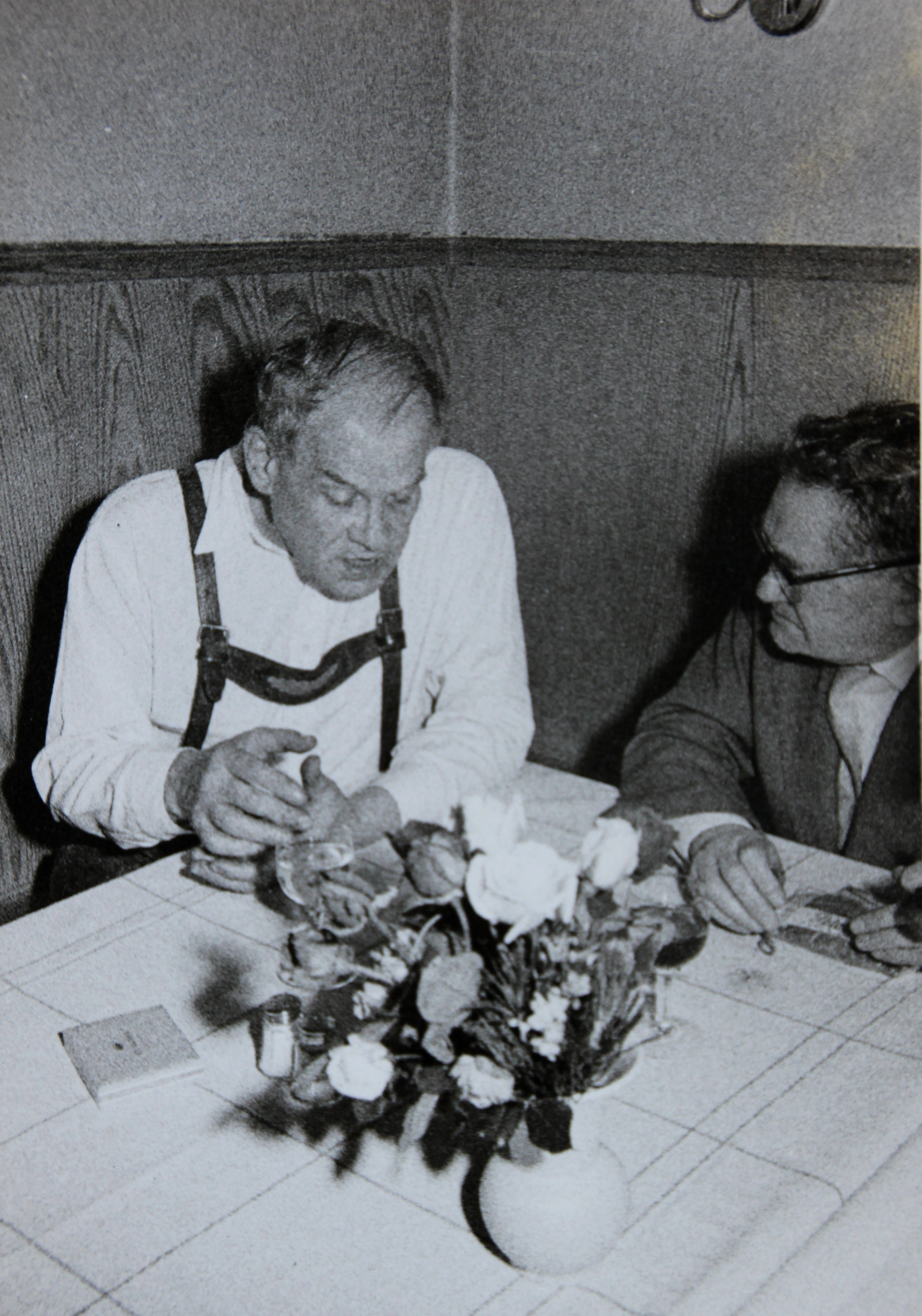
Oskar Maria Graf (links) mit Gottlieb Branz, 1958

Als  Oskar-Maria-Graf-Stammtisch (auch Emigranten-Stammtisch) wird ein regelmäßiges Treffen von Deutschen und Österreichern in New York City bezeichnet. Er findet seit 1943 statt.

## Geschichte
Ab Juli 1938 lebte der ausgebürgerte deutsche Schriftsteller Oskar Maria Graf im Exil in New York. Im Jahr 1943 gründete er gemeinsam mit dem befreundeten, aus Wien stammenden George Harry Asher (1907–1998) einen noch heute bestehenden Stammtisch für deutschsprachige Auswanderer, die vorwiegend von den Nationalsozialisten vertrieben worden waren. Exilanten und Deutsch-Amerikaner kamen und blieben so untereinander in Kontakt, der von Graf initiierte Stammtisch bot als „heimatliche Oase“ dazu beste Gelegenheit; einer drohenden Vereinsamung in der Großstadt wurde entgegengewirkt. Der Stammtisch wurde eine Art „Ersatzfamilie“. Für Graf war der Stammtisch ein wichtiger Teil seines Lebens.

„Ich lebe in New York tatsächlich wie ein Eremit, kein Mensch kümmert sich – dann habe ich meinen wöchentlichen Stammtisch, dort komme ich zusammen mit Deutschen, mit Russen, mit Österreichern, die alle deutsch sprechen, und dann glauben sie, sie sitzen irgendwo in München.“

Das Motto des Stammtisches lautete „Wir sind für alle und alles“. Die Treffen der wechselnden, rund 15 bis 20 Teilnehmer finden immer mittwochs abends statt. Ein Ursprungsgedanke des Stammtischs ist die Nutzung der Muttersprache Deutsch. Am Stammtisch nahmen und nehmen viele Künstler und Schriftsteller teil. Es werden Vorträge und Lesungen gehalten, diskutiert werden auch politische Themen. Unter den regelmäßigen Teilnehmern befanden sich stets auch Holocaust-Überlebende. Bei den Treffen konnten jüngere Auswanderer oder New-York-Besucher sich mit den jüdischen Emigranten austauschen.

„Hier, wo junge Deutsche mit ehemaligen, jüdischen Flüchtlingen aus NS-Deutschland zusammentreffen, sind Begegnungen möglich, die es in Deutschland so nicht geben könnte.“

Zu Beginn trafen sich die Teilnehmer des Stammtischs in Restaurants, auch, um dort Fleisch essen zu können, das in der Kriegszeit rationiert war. Zunächst dienten das Alt-Heidelberg in der 2. Avenue, später die Alte Blaue Donau, das Forester an der 84. und die Kleine Konditorei (ein Wiener Kaffeehaus in der 86. Straße im Stadtteil Yorkville) als Treffpunkt. In einem dieser Restaurants entstand 1943 das bekannte Foto von Bertolt Brecht und Graf, auf dem Graf dem neben ihm schmächtig erscheinenden, zigarrehaltenden Brecht gut gelaunt zuprostet. Später wurden private Wohnungen für die Treffen genutzt. Nach Grafs Tod im Jahr 1967 leitete Asher den Stammtisch. Als Ashers Frau Leah starb, wurde Gaby Glückselig, Witwe von Friedrich Glückselig und Mitarbeiterin im New Yorker Leo Baeck Institut, für 27 Jahre die Gastgeberin in ihrer Wohnung an der Upper West Side. Sie starb 2015; seitdem findet der Stammtisch im Penthouse von Trudy (Trude) Jeremias statt.
Die meisten der Teilnehmer aus den ersten Jahren des Stammtischs sind verstorben. Mitte der 1990er Jahre drehte Yoash Tatari zum New Yorker Stammtisch die Dokumentation Glückselig in New York. Der Stammtisch der Emigranten, die 1997 mit dem Adolf-Grimme-Preis ausgezeichnet wurde. Der Film und die mediale Aufmerksamkeit gaben dem Stammtisch erneuten Zulauf. Heute ist der Stammtisch nicht mehr nur ein Treffpunkt für Emigranten, sondern hat sich zu einer familiären Zusammenkunft für deutschsprachige New Yorker jeden Alters entwickelt.

## Bekannte Teilnehmer (Auswahl)
- Hilde Berger-Olsen (1914–2011), deutsche Widerstandskämpferin
- Ilse Blumenthal-Weiss (1899–1987), deutsche Lyrikerin
- Bertolt Brecht (1898–1956), deutscher Lyriker
- Friedrich Glückselig (1909–1981), Kunsthändler und Dichter (alias Friedrich Bergammer)
- Leo Glückselig (1914–2003), österreichischer Künstler und Grafiker
- Alfred Gong (1920–1981), rumänischer Schriftsteller
- Wieland Herzfelde (1896–1988), deutscher Verleger
- Uwe Johnson (1934–1984), deutscher Schriftsteller
- Hans Sahl (1902–1993), deutscher Literaturkritiker
- Will Schaber (1905–1996), deutscher Publizist
- Margot Scharpenberg (1924–2020), deutsche Schriftstellerin